# Eugen Neagoe
Eugen Neagoe (n. 22 august 1967, Orodel, România) este un fotbalist român retras din activitate, care a jucat pe post de atacant la echipe ca CSU Craiova, Extensiv Craiova și FCU Craiova. Pe plan internațional, are prezențe la națională pentru România Sub-21. După încheierea carierei, a devenit antrenor, și a antrenat, printre altele, Pandurii, Sepsi și Politehnica Iași.
A evoluat în 165 de meciuri în prima divizie, marcând 35 de goluri, și a adunat meciuri și în campionatele Ungariei, Ciprului și Greciei. A cucerit ca jucător în două rânduri Cupa României. În 2011, a fost secundul lui Victor Pițurcă la Echipa națională de fotbal a României. 

## Cariera de antrenor
A debutat ca antrenor în ultimele etape ale sezonului 2004-2005, pe banca tehnică a Universității Craiova, fiind promovat din funcția de antrenor secund după demisia principalului Marian Bondrea. În 2006 a preluat Pandurii Târgu Jiu pe care a condus-o timp de două sezoane, cu o întrerupere de câteva etape în debutul anului 2008, când a fost înlocuit de portughezul Joaquim Teixeira. În startul anului 2009, a semnat un contract pentru jumătate de sezon cu divizionara secundă FC Drobeta Turnu Severin, având ca obiectiv promovarea în Liga I. După ratarea obiectivului, a plecat în Cipru, tot la o echipă din liga a doua, ASIL Lysi. În septembrie 2009, și-a reziliat contractul cu ciprioții și a revenit la FC Universitatea Craiova, înlocuindu-l pe Daniel Mogoșanu. Înainte de a deveni antrenorul secund al echipei naționale, a fost demis de la conducerea Universității Craiova, post în care fusese instalat în septembrie 2009. Din 2011 a fost antrenor secund alături de Gabriel Boldici la echipa Națională a României, Federația Română de Fotbal (FRF). 
A antrenat FCM Politehnica Iași până la finalul campionatului 2016-2017, apoi a pregătit Sepsi OSK cu care a reușit calificarea în play-offul Ligii I, după care a părăsit clubul și a semnat cu FC Dinamo București.
La data de 21 iulie 2019, Neagoe a suferit un infarct în timpul meciului dintre Dinamo și Universitatea Craiova. Partida a fost întreruptă, iar tehnicianul a fost resuscitat în ambulanța de la stadion, apoi a fost transportat la spital unde a fost stabilizat, fiind externat trei zile mai târziu.
În 12 august 2019, după doar două luni în funcție, Neagoe s-a despărțit de Dinamo pe cale amiabilă.
Peste mai puțin de două luni, la începutul lunii octombrie 2019, Neagoe a revenit pe banca tehnică a unei echipe, preluând conducerea tehnică a lui FC Hermannstadt. Însă a rezistat pe banca sibienilor doar două luni.
Următoarea echipă antrenată de Neagoe a fost FC Astra Giurgiu cu care a semnat în noiembrie 2020 un contract valabil până în 2022. Sub conducerea lui Neagoe, Astra a fost foarte aproape de calificarea în play-off în sezonul 2020-21 al Ligii I, însă apoi în play-out echipa a înregistrat o singură victorie în primele șapte etape, suferind patru eșecuri, astfel că Neagoe a fost demis.
În august 2022, a devenit antrenorul echipei Universitatea Cluj. La finalul anului 2022, s-a despărțit de U.Cluj pentru ca doar câteva zile mai târziu, pe 3 ianuarie 2023, să preia conducerea echipei Universitatea Craiova. Nu a reușit cu U.Craiova să obțină calificarea în cupele europene, încheind pe locul patru în sezonul 2022-23 din Liga I. În startul următorului sezon, după doar două etape în care U.Craiova a înfruntat două nou-promovate, Dinamo și Oțelul, înregistrând o victorie și un egal, Neagoe a ajuns la un acord cu clubul privind rezilierea contractului.
În octombrie 2023, Neagoe a preluat conducerea echipei FC Argeș Pitești din Liga II cu care a semnat un contract pentru două sezoane. Însă după doar opt luni și 16 meciuri, Neagoe a părăsit pe FC Argeș cu care a încheiat sezonul 2023-2024 al Ligii II pe locul 12.